# Epicauta femoralis
Epicauta femoralis là một loài bọ cánh cứng trong họ Meloidae. Loài này được Erichson miêu tả khoa học năm 1834.